# Ziegelei Landquart
Die Ziegelei Landquart befindet sich in der Gemeinde Landquart im Kanton Graubünden in der Schweiz. Die Ziegelei liegt unmittelbar am Fluss Landquart. Sie produziert hauptsächlich Ziegelsteine, aber auch andere Bausteine.

## Gründung und Aufbau
Die Geschichte der Ziegelei geht zurück auf das Jahr 1864, als Josef Weibel, aus einer Zieglerfamilie aus Luzern stammend, nach Landquart kam. Er hatte an verschiedenen Orten nach Land mit geeignetem Lehm gesucht und dieses dort gefunden.
Das vorerst gepachtete Land an der «oberen Zollbrücke» erwarb er 1868 vom Domkapitel Chur. Eine erworbene Lehmgrube unterhalb des Dorfes Igis lieferte der Ziegelei Landquart den notwendigen Lehm. Des Weiteren konnte 1876 durch den eigenen direkten Anschluss an das Gewässer Landquart ein Wasserkraftwerk gebaut und in Betrieb genommen werden. 1878/1879 erfolgte der Bau eines Hoffmannschen Ringofens mit Hochkamin. Dieser wurde über die kommenden Jahre stetig verbessert und ausgebaut, so dass er bis zu einem Katastrophenereignis im Jahre 1953 seinen Dienst verrichten konnte. 1887 ging Josef Weibel einen Vertrag mit der Rhätischen Bahn (RhB) ein. Für das Durchgangsrecht von deren Wasserleitung erhielt er im Gegenzug eine Gratisabgabe von 15 Minutenliter Wasser für die Ziegelei und 15 Minutenliter für den Gutsbetrieb «obere Zollbrücke». 1890 brach die RhB-Wasserleitung und unterspülte den Hochkamin. In der Folge wurde dieser an das andere Ende des Ringofens verlegt. Im selben Jahr wurde eine Rollbahn mit Pferdebetrieb für den Lehmtransport auf der Landstrasse gebaut und ein Stallgebäude für die Pferde gegenüber der Ziegelei errichtet. 1909 hielt die Elektrizität Einzug, als eine 16-PS-Turbine für den Ventilatorenbetrieb im neuen Trocknereibau in Betrieb genommen wurde.

### Übernahme durch 2. Generation
Die Ziegelei Landquart wurde 1910 von Carl Weibel sen. übernommen und somit in zweiter Generation weitergeführt. Im gleichen Jahr zerstörte Hochwasser das Landquartwuhr und die Kanalanlage, eine direkte Folge der damaligen Hochwasserkatastrophe der schweizerischen Alpennordseite. Wuhranlage und Kanalanlage wurden im darauffolgenden Jahr wieder in Stand gesetzt, bzw. die Kanalanlage musste neu aufgebaut werden.

### Erste Versuche der Automatisierung des Ziegelformens
1912 wurde eine Trockenpresse montiert mit dem Ziel, das Formen der Ziegel zu automatisieren. Diese bewährte sich jedoch nicht und wurde 1916 an eine Brikettgesellschaft verkauft. Gleichzeitig zeigte dieselbe Firma Interesse an Trockengestellen und einem 60-PS-Motor zur Unterstützung der Trocknung und konnte diese für ein Jahr pachten.
Den Ausbruch des Ersten Weltkrieges bekam auch die Industrie in der Schweiz zu spüren. 1914 startete Carl Weibel sen. eine Obstdörrerei nebst dem Ziegeleibetrieb. Für das Dörren konnten die Wasserkraft der Landquart und die unterbenützte elektrische Kraftanlage genutzt werden.
Um die Öfen mit eigenem Brennmaterial anzuheizen, wurde Land in Furna erworben, um dort Torf abzubauen. 1918 liess Carl Weibel sen. eine Anlage zum einfacheren Transport des Torfs von Furna-Teufried ins Tal nach Schiers bauen.

### Erweiterung der Produktepalette
Die Produktepalette wurde erweitert, erst mit Wörner- (auch Wörner’schen) Deckensteinen (1919), dann folgten Pfeiffersteine 10–24 cm (1920), Klinke-Deckensteine (1926) und Röhren und Isoliersteine 10–30 cm (1934).

### Erneuerung des Lehm- und Ziegeltransports
1928 wurden ein Elektromobil in Betrieb genommen und die Lehmtransportstrecke erneuert. Von der Lehmgrube bis zu den Papierfabriken wurden neue Gleise neben der Landstrasse verlegt, und bei den Papierfabriken wurden Rillenschienen verlegt. Für den Ziegeltransport wurden ein 2-t- und das 4-t-Elektromobil in Betrieb genommen; das Pferdefuhrwerk war somit Geschichte.

### Weitere Automatisierung und technische Modernisierung
1930 kam der erste Bagger mit Junkermotor in Betrieb. In der Fabrikation wurde ein Beschicker von Rieter montiert (1931). Dieser diente als Materialpuffer und war der Tonaufbereitung vorgelagert, dadurch wurde eine unterbrechungsfreie automatische Versorgung von Material garantiert.
Hinzu kam ein erstes Baur-Walzwerk in selbigem Jahr zum Zermalmen des Ton-Sand-Gemisches zu gleichmässigen Körnchen und Beseitigen von letzten Unreinheiten. 1934 wurde eine neue Vakuum-Presse 400 mm von Schörding installiert.

### Übernahme durch 3. Generation
1939 übergab Carl Weibel sen. nach 29 Jahren die Geschäftsführung der dritten Generation an seinen Sohn Carl J. Weibel. 1943 wurde eine zweite Betonpresse montiert und in Betrieb genommen, so dass mit neuer Kapazität die Zementwarenfabrikation beginnen konnte. 1946 kam die Sparkaminfabrikation der Marke «Primus», mit Dauerprüfung durch die Empa, hinzu. 1948 wurde ein eues Lehmsilo erbaut. 1949 gelangte ein neues Baur-Walzwerk von Aebi & Co. in Betrieb. 1951 wurde die Fabrikation von Lorenz-LL-Deckensteinen ins Produktesortiment aufgenommen. Im gleichen Jahr wurden das Bürogebäude wie auch die Kantine mit den neusten Backsteinen neu gebaut.

### Schicksalsjahr 1953
Im Januar 1953 erlebte die Ziegelei ein Schicksalsjahr: ein Brand brach aus und zog sich zuerst durch Mittelgebäude und Büro, vernichtete aber zuletzt die ganze Fabrik. Nur knapp konnten Dokumente und andere Bürounterlagen während des Brandes über die Strasse in Sicherheit gebracht werden. Gleichzeitig gelang es, die Flammen so in Schach zu halten, dass sie nicht über die Strasse auf Privathäuser übergriffen.
Von Mai bis Dezember wurde danach das Ofengebäude provisorisch erstellt, um so schnell wie möglich die Produktion wiederaufnehmen zu können. Ein Zick-Zack-Ofen wurde in Betrieb genommen, zuletzt für 10 Jahre. 1954 wurde auf dem ausgebeuteten Teil der Lehmgrube eine weitere Obstplantage angelegt. 1956 starb Carl Weibel sen. bei einem Unfall in der Lehmgrube. 1962 wurden ein damals moderner Atlasbagger für die Lehmgrube angeschafft und ein weiteres neues Lehmsilo gebaut.

### Bau eines neuen Tunnelofens
1963 wurde ein moderner und automatisierter Tunnelofen gebaut, bei dem die Produkte automatisch durch den Ofen fahren. Es war die erste Anlage dieser Art in Europa. Dies war zuerst ein Risiko, da die Technologie noch nicht ausgereift war und zunächst eine größere Menge beschädigter Ziegel den Ofen verliess. Es gelang jedoch, Temperatur, Durchfahrtsgeschwindigkeit und Ölbrenner-Anlage abzustimmen und die Fabrikation aufzunehmen. Die Innovation erbrachte der Ziegelei einen wichtigen technischen Vorsprung, so dass sie die Ostschweiz und Liechtenstein beliefern konnte.
1964 zog die Lehmgrube beim Schützenstand in Igis Aufmerksamkeit auf sich: Am Südhang wurden Planierungsarbeiten notwendig, so dass der Lehmabbau auf der Seite des Schützenstandes getätigt werden musste. Dafür musste noch eine Brücke für das Gleis für den Lehmtransport gebaut werden. Gleichzeitig wurde die Entwässerung der Lehmgrube zu einer Herausforderung. Mit einem Dragline-Bagger wurde an der Entwässerung gearbeitet, trotzdem kam die Böschung 1965 ins Rutschen. Ein neuer Versuch wurde mit einem Jumbo-Bagger unternommen, jedoch nicht mit dem erhofften Erfolg. Ein dritter Versuch wurde mit einem Eimerketten-Bagger unternommen, aber vergeblich, und die Lehmgrube musste aufgegeben werden. 1972 wurde eine neue Elektrizitätsanlage installiert, der vorherige Hauptmotor hatte ausgedient.

### Vollautomatisierung
1974 wurde eine automatische Setzmaschine der Fabrikation hinzugefügt, welche die Ziegelrohlinge automatisch in «Stöckli» in den Tunnelofen aufschichtet, bevor sie während der Durchfahrt durch den Ofen gebrannt werden. Später kam das Gegenstück, eine Entstapelungsmaschine, hinzu. Mit dieser Automatisierung des Setzens und Entstapelns wurden die grössten Verbraucher manueller Arbeit eliminiert.
1975 kamen zwei neue Lehmgruben hinzu, die Grube Neuhof mit fettem Lehm und die Grube Castallett, die für vier Jahre aber mageren Lehm abgab. 1984 musste Carl J. Weibel wegen schwerer Krankheit seine Ziegelei verkaufen. Er entschied sich, das Familienunternehmen an den Ziegler Paul Brauchli aus Berg TG zu verkaufen.